# Gen Shoji
Gen Shoji (Kobe, 11. prosinca 1992.) japanski je nogometaš.

## Klupska karijera
Igrao je za Kashima Antlers.

## Reprezentativna karijera
Za japansku reprezentaciju igrao je od 2015. godine. Odigrao je 1 utakmice.
S japanskom reprezentacijom Gen Shoji je igrao na Azijskom kupu 2015.

## Statistika
| Japan  | Japan | Japan |
| Godina | Nast. | Gol.  |
| ------ | ----- | ----- |
| 2015.  | 1     | 0     |
| Ukupno | 1     | 0     |

## Vanjske poveznice
- National Football Teams